# Refuge du Folly
Pour les articles homonymes, voir Folly.
Le refuge du Folly est un refuge de montagne situé au-dessus de Samoëns, en France, dans le département de la Haute-Savoie, en région Auvergne-Rhône-Alpes.

## Caractéristiques et informations
Le refuge est gardé l'été et certains week-ends de printemps.

## Accès
Le chemin du pied du Crêt (le plus facile) : 2 h 15 – 740 m de dénivelée. Du village de Samoëns, prendre la direction des Allamands en passant par les Moulins, après avoir longé le torrent du Clévieux, se garer sur le premier parking : le pied du Crêt (889 m). Au fond du parking, prendre le chemin en sous-bois qui arrive dans une clairière. Se diriger vers le sud, traverser un pont, puis suivre le sentier qui chemine dans la forêt. Quand votre chemin croise un torrent, souvent à sec, avec une passerelle (1 236 m), il vous reste un peu moins de la moitié du chemin à parcourir...
Le chemin du Crêt (plus aérien) : 2 h 00 – 560 m de dénivelée. Après être passé devant le parking du pied du Crêt, garez-vous au deuxième parking : le Crêt sur la gauche (997 m). Prendre à droite le chemin qui débouche sur une ferme (eau potable au bassin). Le chemin continue en direction d'un passage aérien sous les dalles du Tuet, équipé de chaînes. Ensuite, le chemin continue dans les bois pour rejoindre l'autre sentier peu avant la passerelle.
Il est situé sur l'itinéraire du sentier de grande randonnée de pays Tour des Dents Blanches.

## Lac et sommets au départ du refuge
- Le lac des Chambres
- Les Avoudrues (glacier du Folly)
- La pointe de Bellegarde

## Particularité
Le refuge est un point d'accès vers le réseau du gouffre Jean-Bernard, deuxième gouffre le plus profond de France et septième plus profond au monde, en 2018, avec ses 1 625 mètres de dénivelé souterrain.